# Miłkowski
Miłkowski – polski herb szlachecki.

## Opis herbu
W polu belka u góry przekrzyżowana dwoma skosami, u dołu rozdarta i przekrzyżowana skosem na lewym rozdarciu.

## Najwcześniejsze wzmianki
Pieczęć A. Miłkowskiego z 1580.

## Herbowni
Miłkowski.